# Sergej Babinov
Sergej Panteleimonovitsj Babinov (Russisch: Сергей Пантелеймонович Бабинов) (Tsjeljabinsk, 11 juli 1955) is een Sovjet-Russisch ijshockeyer. 
Babinov won tijdens de Olympische Winterspelen 1976 de gouden medaille.
In totaal werd Babinov viermaal wereldkampioen.
Babinov speelde voor HC Traktor Tsjeljabinsk, HC Krylja Sovetov Moskou en vanaf 1977 voor HC CSKA Moskou.